# Nguyễn Kim Khoa
Nguyễn Kim Khoa (sinh 07/3/1955) là một Trung tướng Quân đội nhân dân Việt Nam, là một đại biểu Quốc hội Việt Nam khóa 13, thuộc đoàn đại biểu Phú Thọ, Chủ nhiệm Ủy ban An ninh Quốc phòng của Quốc hội khóa 13.

## Thân thế sự nghiệp
Ông sinh ngày 7 tháng 3 năm 1955 tại Xã Sơn Dương, huyện Lâm Thao, Phú Thọ
Tháng 4-1974, ông nhập ngũ tham gia kháng chiến chống Mỹ.
Tháng 5-1975, học viên trường sĩ quân lục quân 1.
Tháng 2-1979, tham gia chiến tranh biên giới phía Bắc mặt trận Vị Xuyên, Hà Giang.
Năm 1985, ông được bổ nhiệm Trung đoàn trưởng.
Năm 1989, ông được bổ nhiệm Phó Tham mưu Trưởng Sư đoàn 324, Quân khu 2.
Từ 1989-2000 lần lượt giữ chức Tham mưu Phó, Sư đoàn phó-TMT, Sư đoàn trưởng Sư đoàn 324, Quân khu 2.
Năm 2000, ông được bổ nhiệm giữ chức Chỉ huy trưởng BCHQS tỉnh Phú thọ.
Năm 2004, ông được bổ nhiệm giữ chức Phó Tư lệnh Quân khu 2
Năm 2007, giữ chức Phó Chủ nhiệm Ủy ban Quốc phòng và An ninh của Quốc hội
Năm 2011, giữ chức Chủ nhiệm Ủy ban Quốc phòng và An ninh của Quốc hội
Tháng 10-2016. ông nghỉ hưu.

## Lịch sử thụ phong quân hàm
| Năm thụ phong | 1979                                         | 1981                                                | 1984                                      | 1987                                    | 1991                                                 | 1995                                      | 1999                                             | 2005                                            | 2013                                                 |
| ------------- | -------------------------------------------- | --------------------------------------------------- | ----------------------------------------- | --------------------------------------- | ---------------------------------------------------- | ----------------------------------------- | ------------------------------------------------ | ----------------------------------------------- | ---------------------------------------------------- |
| Quân hàm      | Tập tin:Vietnam People's Army Lieutenant.jpg | Tập tin:Vietnam People's Army Senior Lieutenant.jpg | Tập tin:Vietnam People's Army Captain.jpg | Tập tin:Vietnam People's Army Major.jpg | Tập tin:Vietnam People's Army Lieutenant Colonel.jpg | Tập tin:Vietnam People's Army Colonel.jpg | Tập tin:Vietnam People's Army Senior Colonel.jpg | Tập tin:Vietnam People's Army Major General.jpg | Tập tin:Vietnam People's Army Lieutenant General.jpg |
| Cấp bậc       | Trung úy                                     | Thượng úy                                           | Đại úy                                    | Thiếu tá                                | Trung tá                                             | Thượng tá                                 | Đại tá                                           | Thiếu tướng                                     | Trung tướng                                          |